# 犬の生活
『犬の生活』（いぬのせいかつ、A Dog's Life）は、1918年公開のサイレント映画。ファースト・ナショナル・ピクチャーズによる製作で、主演・脚本・製作および監督はチャールズ・チャップリン。チャップリンの映画出演64作目にあたる。
一連のチャップリン映画の中でターニングポイントに位置する作品であり、チャップリンの「放浪者」、いわゆる「チャーリー」のキャラクターが完全に確立された作品とみなされている。また、異父兄のシドニー・チャップリンともこの作品で共演したが、映画で兄弟が共演するのはこれが最初だった。一方で不幸な事件により、チャップリンが亡くなるまで維持された秘密主義が確立されたきっかけとなった作品でもある。タイトルの「A Dog's Life」は、「惨めな生活」を意味する英語の慣用句でもある。
なお、チャップリン映画に関する著作権は、この作品から1967年の『伯爵夫人』まではチャップリン家が保有している。

## あらすじ
放浪者（チャップリン）は職を得るために職業安定所に行くが、失業者仲間との争いに負けて職を得られなかった。その帰途、野良犬の群れにいじめられている一匹の犬を助け、「スクラップス」と名付け一緒に生活する。路地の屋台で盗み食いをしつつ生活を共にし、お金を持たず入った酒場で歌手（パーヴァイアンス）と出会うが店を追い出される。その後、強盗（オースチン）が紳士から盗んで埋めた財布をスクラップスが掘り当て大金を手にし、再び酒場へ。一度は財布を強盗に奪われるが二人羽織の策で取り戻し、歌手と犬と共に田舎で幸せに暮らすのだった。

## キャスト
出典：
- 放浪者 - チャーリー・チャップリン
- 酒場の歌手 - エドナ・パーヴァイアンス
- スクラップス - マット（犬）
- 屋台の主人 - シドニー・チャップリン
- 太った失業者、酒場の客の女（二役） - ヘンリー・バーグマン
- 職業安定所の職員、酒場のドラマー（二役） - チャールズ・リーズナー（英語版）
- 悪漢 - ブド・ジャミソン（英語版）
- 悪漢 - アルバート・オースチン
- 警官 - トム・ウィルソン
- ダンスホールのオーナー - グランヴィル・レドモンド
- ダンスホールの人々 - ミニー・チャップリン[注 2]、グレイス・ウィルソン[注 3]、アルフレッド・リーヴズ[注 4]
- ホットドッグ・スタンドの男 - ジェームズ・T・ケリー

ほか

## 製作の経緯
『チャップリンの冒険』（以降『冒険』）をもってミューチュアル社との「友好的な」契約を終えたチャップリンは、自分の力量を最大限に発揮するために独立を画策していた。一方、映画界の実力者アドルフ・ズーカー率いるパラマウントに脅威の念を抱いて対抗する映画館主は、自前の映画をパラマウントの影響から遠ざけて自前で配給及び上映が可能な組織を1917年4月に結成する。この組織がファースト・ナショナルであり、結成早々にチャップリンとの契約に成功する。秋に入ると自前の撮影所であるチャップリン・スタジオを建設し、独立への屋台骨は徐々に組み立てられていった。
新スタジオでの第一作は仮に『心配無用』と命名され、新スタジオが完成した1918年1月までには大方の準備が整った。ところが、この1918年1月に一つの事件が起こる。チャップリンは新スタジオが完成するとPRの一環で一般客向けに内部を公開したが、その一般客の中にジャーナリストのふりをした2人の男が製作会議を盗み聞きしているところを取り押さえられるという事件が起こる。2人の男を調べると『心配無用』の完成セットのスケッチ8枚とストーリー会議の速記ノート、登場人物の衣装に関するノートなどが次々と見つかり、この事件を重く見たチャップリンは、以降スタジオの一般公開を厳禁として秘密主義を貫くこととなった。
チャップリンが犬と共演している映画は、本作の他にキーストン期の『チャップリンの総理大臣』（1914年）と『チャップリンの拳闘』（1915年）、ユナイテッド・アーティスツ時代に入ってからの『黄金狂時代』（1925年）、『街の灯』（1931年）、『モダン・タイムス』（1936年）がある。少なくとも、『拳闘』の時点で喜劇における犬の重要性を理解していたチャップリンは、1916年12月の時点で「喜劇センスの優れた犬を求む」と題された記事の中で喜劇向けの犬を探すことに苦労していることを語っている。チャップリンによれば雑種犬が大本命であり、ダックスフントやパーヴァイアンスが連れてきたポメラニアン、ポメラニアンと入れ替えで持ち込まれたプードル、さらにやってきたボストン・テリアやブルドッグといった一流の品種はまったく気に入らなかった。ついにはロサンゼルスの野犬場から21匹も持ち出すこととなったが、近隣住民から苦情が出てその数を半減せざるを得なかった。試行錯誤の末に起用されたのは、「マット」と命名された雑種の小型犬であった。
作品は1918年1月15日に撮影が開始されるが、一週間後の1月22日にはスコットランド出身のコメディアンであるハリー・ローダーの訪問を受けて撮影は中断。2月11日、チャップリンは突然気まぐれを起こして「『心配無用』の製作を中止して『ウィグル・アンド・サン』の製作を始める」と宣言し、カタツムリ6匹と塩の調達を側近に命じるが、翌2月12日になると『ウィグル・アンド・サン』は影も形もなくなっていた。このような出来事を経て3月22日に撮影が終了。作品は自由公債募集に合わせて封切る約束がしてあり、それに間に合うように3月26日から29日まではバーグマン、カメラ担当のローランド・トザローおよびジャック・ウィルソン、さらには2人のカメラ助手を交えての編集作業が行われ、3月31日には一連の作業が終わった。この時、仮に『心配無用』と呼ばれていた作品は、チャップリンによって『犬の生活』と正式に命名された。

## 作品の意義
1918年4月14日に封切られた『犬の生活』は、従来は格下に見られていたコメディを芸術として扱われるきっかけを作った。チャップリンの伝記を著した映画史家のデイヴィッド・ロビンソンは、『犬の生活』は「彼のもっとも完成された作品のひとつ」であり、また次のようにも評している。
チャップリン研究家の大野裕之は、『犬の生活』を「特別な断絶点」と表現している。キーストン期の『ヴェニスの子供自動車競走』で初めて登場した「チャーリー」は、ミューチュアル期までは決して弱者の味方のキャラクターではなく、むしろ弱者を貶して性的にもいやらしいキャラクターであった。この傾向は『冒険』まで続き、『冒険』で使用されなかったシーンの中には従前の「性的にいやらしいチャーリー」が多く登場する。しかしチャップリンは、そういったシーンを完成版では採用せず、代わりに「金持ちに対する貧乏人の抵抗」を暗示するシーンを採用した。ミューチュアル期最終作の『冒険』で性的な意味を持つシーンを使わなかったのは、結果的に『犬の生活』の位置づけに大きな影響を与えた。『冒険』は製作に4か月かかっているが、これについてロビンソンは当時のチャップリンが「創造上の壁にぶつかっていた」と論じ、大野はこれを補うように「『冒険』が性的にいやらしいギャグをカットすることで、心やさしくイノセントなチャーリーの『犬の生活』を産むために必要な踏台だった」と説明している。先に掲げたフランスの批評家ルイ・デリュックの『犬の生活』への賞賛は、「悪いチャーリー」と決別したチャップリンに対する賞賛であるとも解釈できる。チャップリン自身、この『犬の生活』を製作するころには「喜劇というものを、ようやく構造的に考え、その建築的様式を考えるようになっていた」と自伝で回想している。
他方、『犬の生活』はチャップリンの意図していないところでもう一つの「ある流れ」を断ち切る作品でもあった。「ある流れ」とは、ロシア帝国出身の俳優ビリー・ウェストの、チャップリンの高度な模倣者としての活動であった。チャップリンが『犬の生活』を完成させた後もウェストは依然としてチャップリンの模倣作品を製作していたが、1921年になっても『冒険』を模倣した作品しか生み出せず、やがてチャップリンの模倣をあきらめて別のキャラクターを創造し、活動を続けざるを得なかった。

## 後日談
- チャップリンと映画で初めて共演した異父兄シドニーは、路地の屋台の主人の役で出演している。作品中、スクラップスを連れたチャーリーが主人の目を盗んでパンを盗み食いするというシーンがあるが、黒柳徹子はかつて坂本九とともに、当該シーンを再現しようとしたものの無理だったことを、2006年に開かれたチャップリンのシンポジウムで述べている[25]。
- チャップリンはすべての作業を終えた翌日の1918年4月1日から自由公債募集のツアーに出かけた。スクラップスを「演じた」マットはチャップリンに相当なついていたため、チャップリンがツアーでいなくなると悲しみのあまり食事をとらなくなり、4月29日に亡くなってしまった。マットの亡骸はスタジオ内に埋葬され、その墓碑には「マット、4月29日、傷心によりて死去」と記された[26]。
- 初公開からおよそ40年後の1959年、チャップリンは他のファースト・ナショナルでの2作品、『担へ銃』（1918年）および『偽牧師』（1923年）とともに『犬の生活』の再編集を行い、再編集された3作品は『チャップリン・レヴュー』として公開された。この再編集版はチャップリンにより音楽とナレーションが付け加えられており[27]、現行版はこの1959年版である。